# Ильмарине
«И́льмарине» (эст. Ilmarine), до 1920 года «Ф. Виганд», в 1920—1940 и 1992—2012 годах — акционерное общество «Ильмарине» (эст. AS Ilmarine) — машиностроительный завод в Таллине, Эстония. 

## История

### В Эстляндской губернии Российской империи
Завод «Ильмарине» ведёт свою историю с 1859 года (по другим данным с 1854 года), когда Фёдор (Фридрих) Иванович Виганд (Friedrich Wiegand, ум. 1893) открыл маленькую медно-кузнечную мастерскую (медницкую) в Раквере, которая занималась аппаратами для водочного производства. В 1861 году медницкую перевели в Ревель. Затем Виганд устроил новую кузницу, железно-литейные и слесарную мастерские. Вскоре Виганд купил землю и построил большую медно-котельную мастерскую с кузницей. В 1880 году Виганд купил землю в Ревеле и в 1881—1883 гг. построил завод по проекту Николая Тамма. В 1882 году Виганд ввёл в эксплуатацию первую электростанцию в Таллине, газовое освещение было заменено электрическим. 
С 1883 года завод производил чугунные котлы, паровые машины, оборудование для ликёро-водочных заводов, а также оборудование для водяных мельниц, сельхозтехнику.

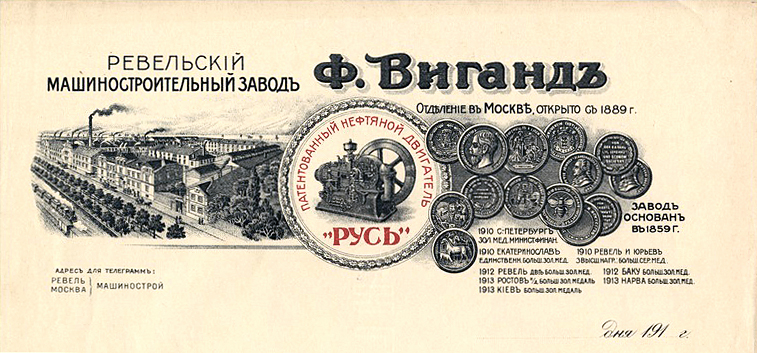
Письменный бланк завода «Ф. Виганд»

В 1889 году (по другим данным в 1885 году) Виганд открыл филиал в Москве. В основном выпускалось оборудование для винных и спиртовых заводов Российской империи. В начале XX века завод «Ф. Виганд» был одним из основных производителей дистилляционных установок в России. 
После смерти Ф. Виганда в 1893 году его дело унаследовали сыновья Лео и Фриц Виганд. На Всероссийской выставке в Нижнем Новгороде 1896 года фирма была награждена серебряной медалью.

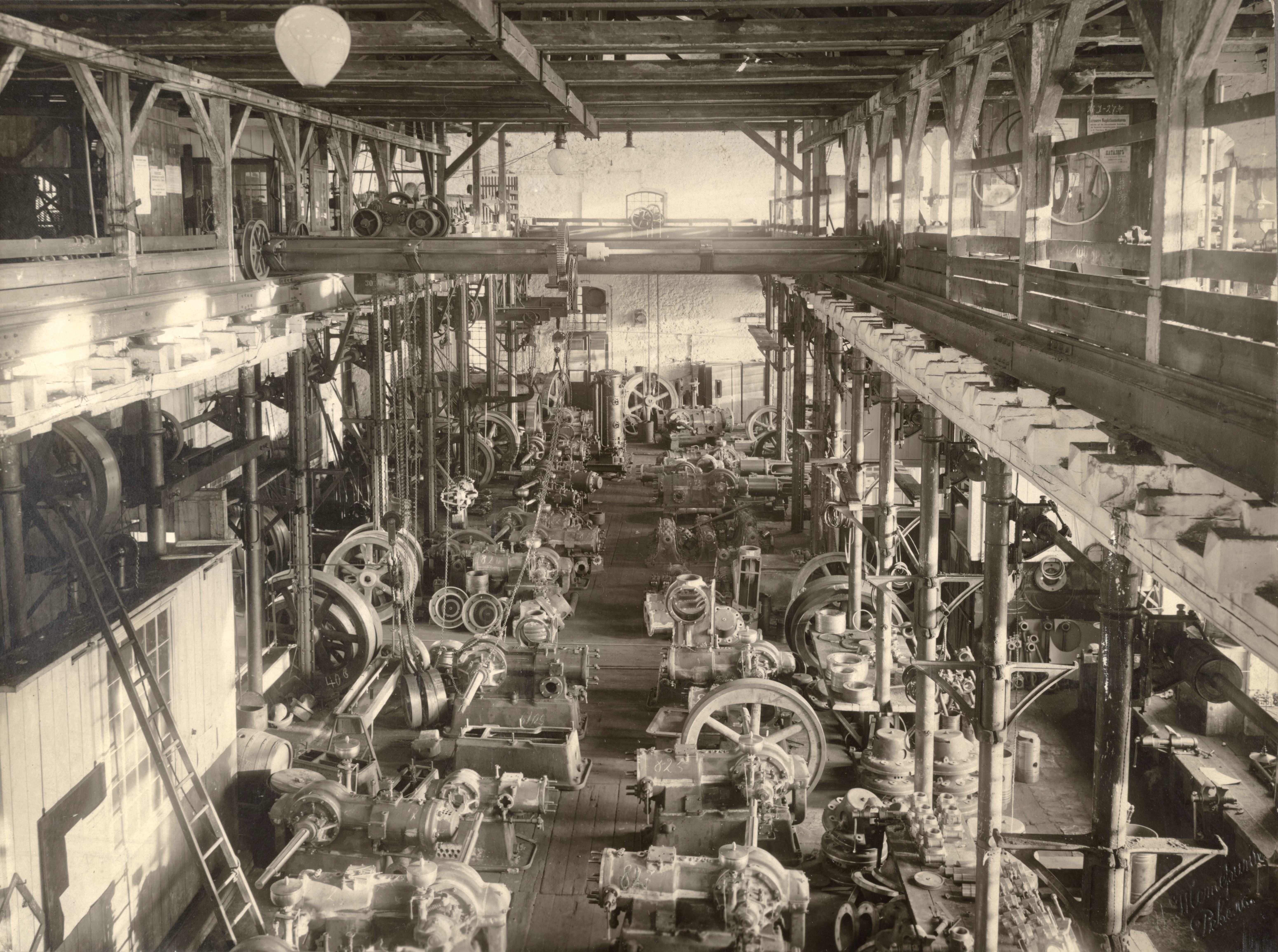
Слесарный цех завода «Ф. Виганд», 1914 год

На заводе «Ф. Виганд» было налажено серийное производство динамо-машин, электродвигателей различной мощности для двухфазного и трёх фазного тока, вентиляторов и пожарных насосов.
Все чугунные детали (обелиски, фонарные опоры) для монументально-декоративного оформления Троицкого моста в Санкт-Петербурге работы скульптора Амандуса Адамсона были сделаны на заводе Виганда.
В ходе революции 1905—1907 годов рабочие завода участвовали в стачечном движении. Работа на заводе то останавливалась, когда фабриканты отказывались выполнять требования рабочих о введении 8-часового рабочего дня, установлении твёрдой заработной платы, улучшении тяжёлых условий труда и т. д., то возобновлялась. В один из дней стачечной борьбы толпа рабочих «Балтийской мануфактуры» ворвалась на завод и остановила работу. Завод «Ф. Виганд» рассчитал всех своих рабочих, мотивируя закрытие отсутствием заказов и средств, и приостановил свои действия на неопределённое время. Рабочие завода Виганда приступили к работе 2—3 февраля 1906 года.
В 1912 году рабочие завода Виганда участвовали в забастовке.
В годы Первой мировой войны и Октябрьской революции завод Виганда выполнял военные заказы. На заводе Виганда возникали кратковременные забастовки протеста.

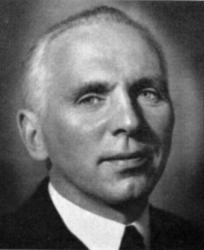
Промышленник Йоаким Пухк (1888—1942), семейным предприятием которого являлось акционерное общество «Ильмарине»

### В Первой Эстонской Республике
В 1920 году было создано акционерное общество «Ильмарине» (названо в честь мифического кузнеца Ильмаринена), которому принадлежал завод. Акционерное общество «Ильмарине» в период Эстонской Республики (1918—1940) работало далеко не на полную мощность и выпускало разнообразную продукцию. После обретения Эстонией независимости российский рынок сбыта пришлось перенаправить на местный и западный рынки. Это было непросто сделать, но всё же удалось благодаря использованию передовых технологий и наличию высококвалифицированных специалистов.
В 1924 году акционерное общество «Ильмарине» приобрела семья «Я. Пухк и сыновья» и Волдемар Пухк (1891—1937) стал его генеральным директором. Акционерное общество «Ильмарине» по существу было семейным предприятием местного промышленника Йоакима Пухка (1888—1942). Так, в 1931 году Йоакиму Пухку, его братьям, детям и другим членам семьи принадлежало 94,2 % акций «Ильмарине», в том числе фирме «Я. Пухк и сыновья» 34,2 %.
На «Ильмарине» выпускали железнодорожные рельсы, детали конвейеров, технику для шахт, трактора, дорожную технику и другие изделия. В 1927 году шведской компанией «AB Vägmaskiner» было выпущено на «Ильмарине» десять грейдеров «Bitvargen», ставших первыми произведенными в Эстонии грейдерами. Семья Пухка построила мощную мукомольную мельницу.
В 1930-х годах «Ильмарине» состоял из трёх отдельных заводов: металлообрабатывающего, мучного и макаронного.
Высокая башня элеватора мукомольной мельницы семьи Пухков была взорвана во время Великой Отечественной войны.

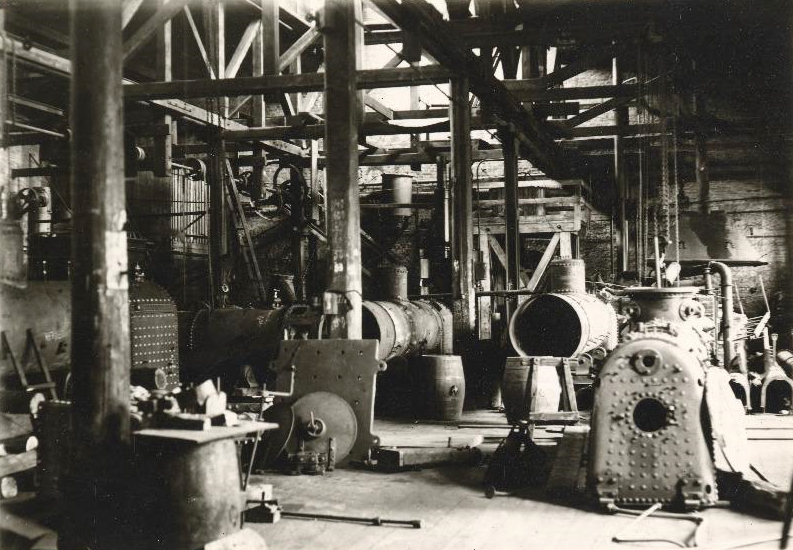
Монтажный цех завода «Ильмарине», 1920 год
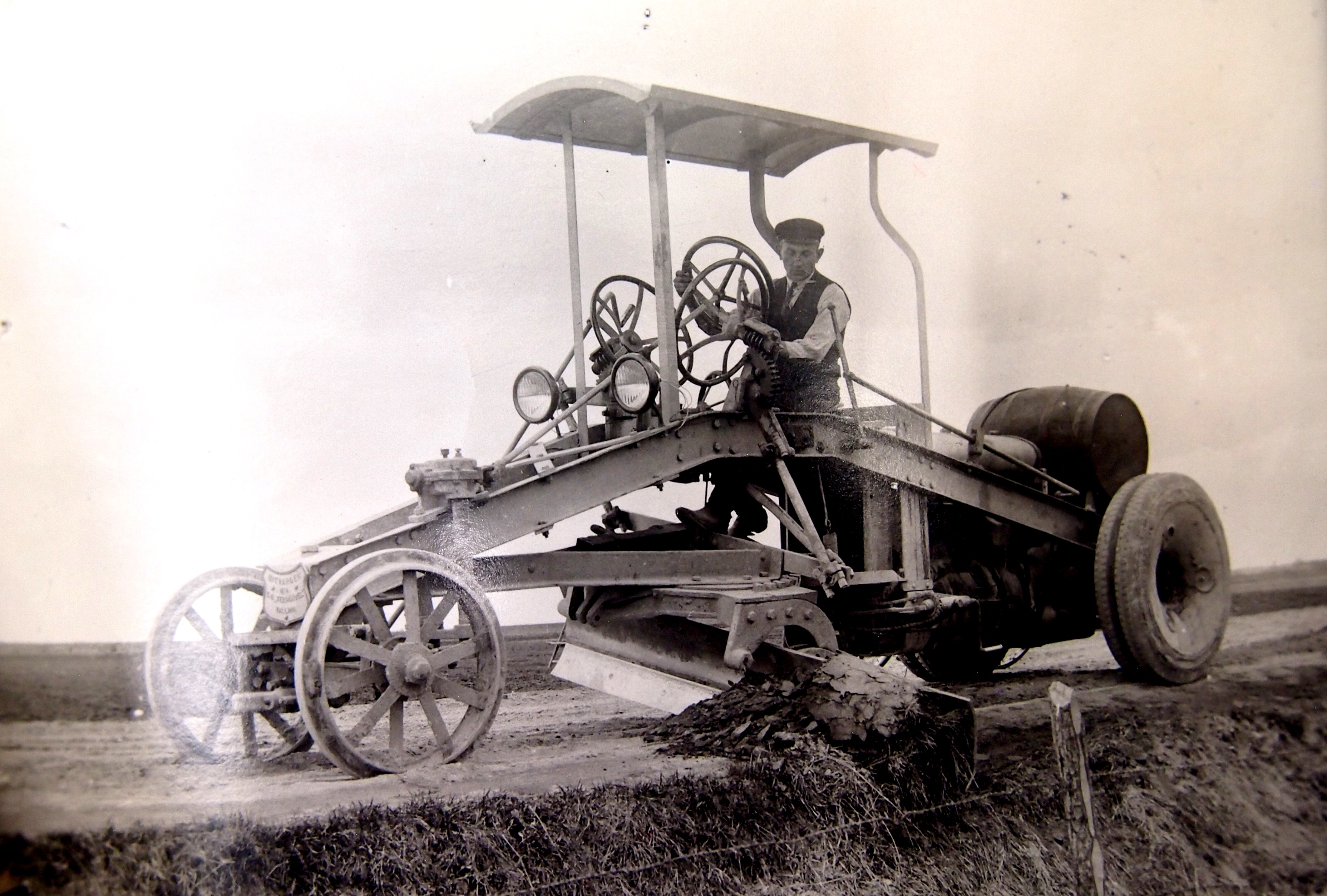
Грейдер Bitvargen[швед.], выпущенный на «Ильмарине», работает 13 мая 1928 года на 13-м километре шоссе Пярну — Таллин
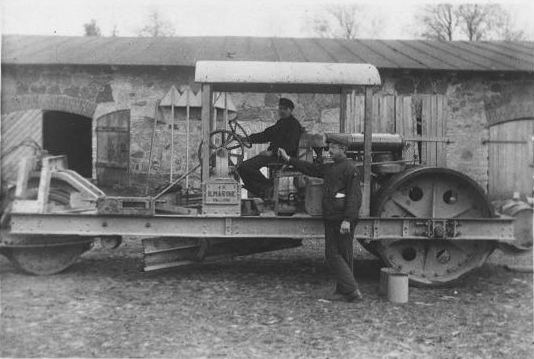
Дорожный каток производства «Ильмарине», 1920 год, приход Кадрина

### В Эстонской ССР
После присоединения Эстонии к СССР и национализации завод специализировался на выпуске энергетического оборудования для местной промышленности.
После начала Великой Отечественной войны и Таллинской обороны рабочие завода участвовали в строительстве бронепоездов. На заводе производили детали военного снаряжения. После окончания Великой Отечественной войны завод специализируется на выпуске вспомогательного энергетического оборудования. В 1952 году освоен выпуск аппаратов обдувки поверхностей нагрева (сажеобдувки) котельных агрегатов. С середины 1960-х годов «Ильмарине» становится единственным предприятием в СССР, выпускающим спроектированные при участии ленинградского ЦКТИ им. Ползунова аппараты обдувки и очистки поверхностей нагрева всех типов, запально-защитные устройства, газомазутные горелки различных типов, форсунки парового, механического и паромеханического распыливания.
10 июня 1985 года завод "Ильмарине" имени 60-летия Союза ССР Министерства энергетического машиностроения СССР был награждён орденом Дружбы народов.
С 1969 по 1988 год завод делал различные металлические изделия для народного хозяйства, в частности, топоры и канализационные люки.

### После восстановления независимости Эстонии

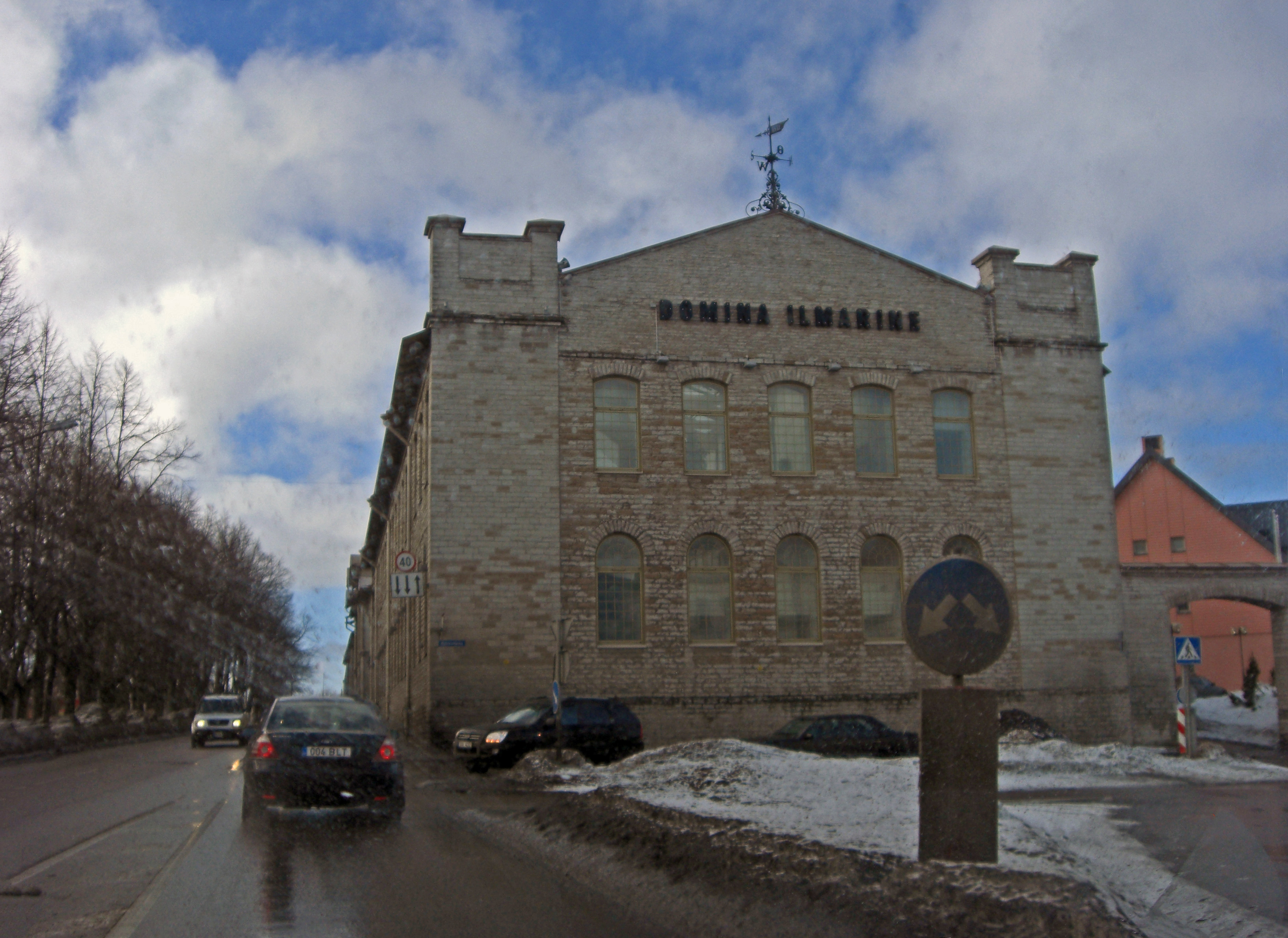
Одно из производственных зданий завода «Ильмарине» (1912 г.) в 2011 году

После распада СССР и восстановления независимости Эстонии в 1991 году завод специализировался на выпуске строительных металлоконструкций.
В 1999 году в здании завода по адресу Põhja pst 21b , которое было построено в 1881 году, после реновации была открыта гостиница «Hestia Hotel Ilmarine», принадлежащая крупной эстонской гостиничной сети «Hestia». В бывшем здании завода по адресу Põhja pst 21a, где раньше был машинный цех, в настоящее время работает ресторан Wiegand. Оба здания внесены в Государственный регистр памятников культуры Эстонии. Под охраной государства находится южный фасад заводского литейного цеха по адресу Põhja pst 21c. В помещениях бывшего завода также обустроены квартиры высокой ценовой категории. Здесь создан офисно-жилой квартал «Ильмарисе».
В административном здании завода, построенном в годы Советской Эстонии на улице Мустамяэ, располагаются офисы и магазины.
В 2008 году Эстонский фонд развития (Eesti Arengufond) инвестировал средства в дочернее предприятие «Ilmarine Engineering», в 2009 году Фонд содействия развитию предпринимательства (EAS) инвестировал средства в «Ilmarine AS», в 2010 и 2011 годах компания получила государственные средства на развитие.
В марте 2012 года компания объявила о банкротстве.
В 2014 году производство аппаратов обдувки поверхностей нагрева котельных агрегатов было перенесено на завод энергетического оборудования «Ильмарине» в Санкт-Петербурге.

Здания завода Фридриха Виганда, построенные в 1881—1883 годах, фотографии 2013 года
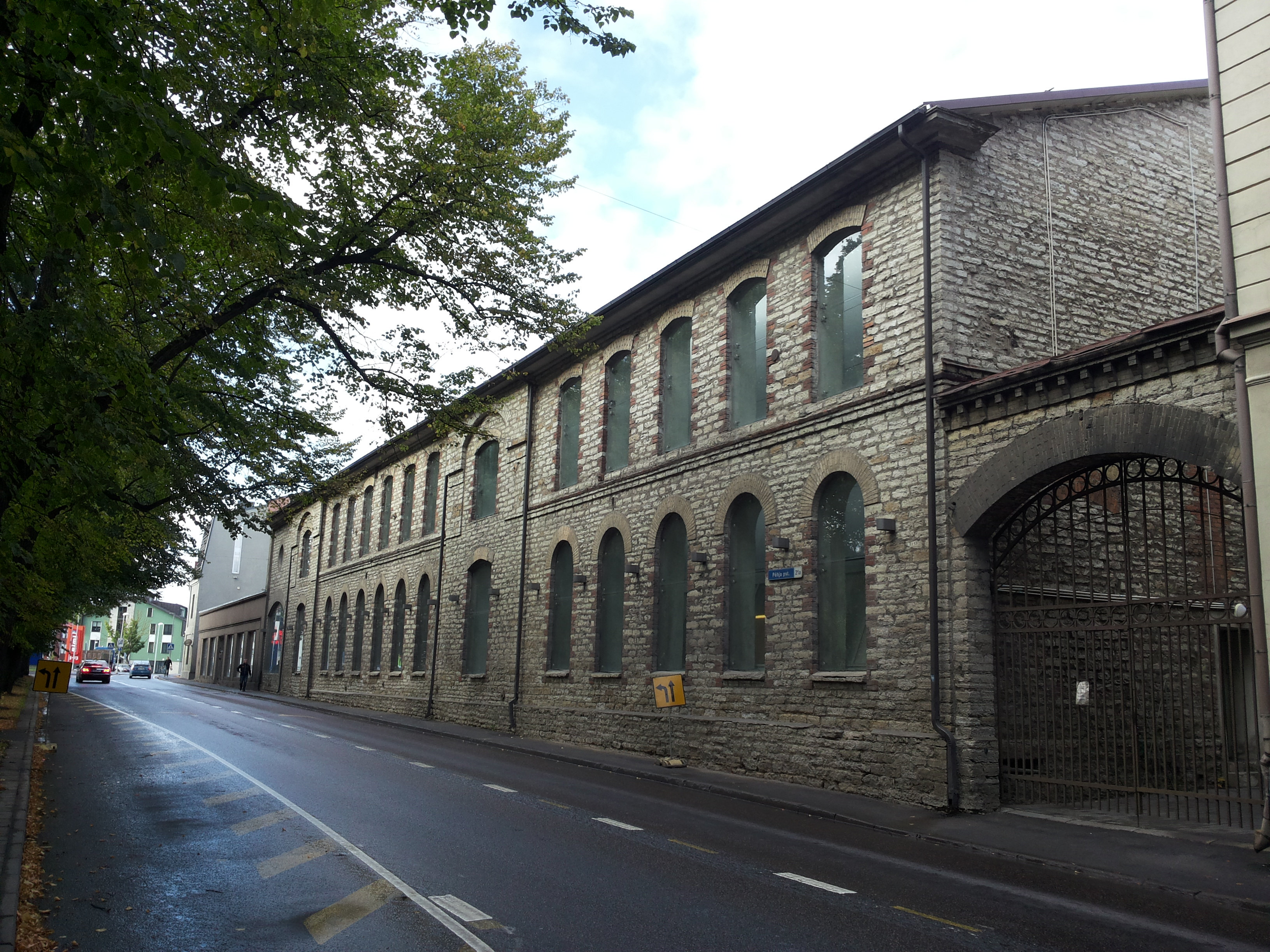
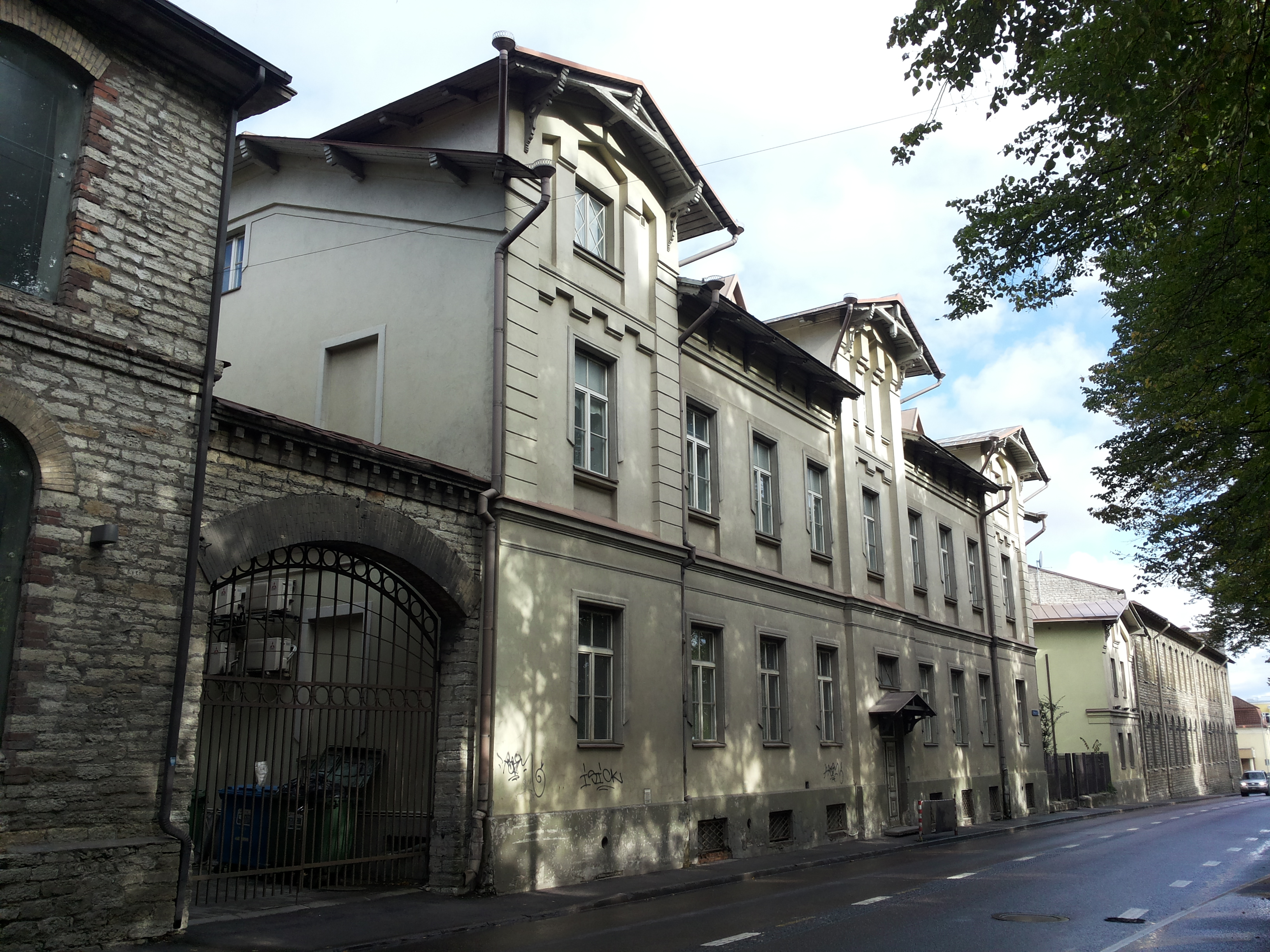
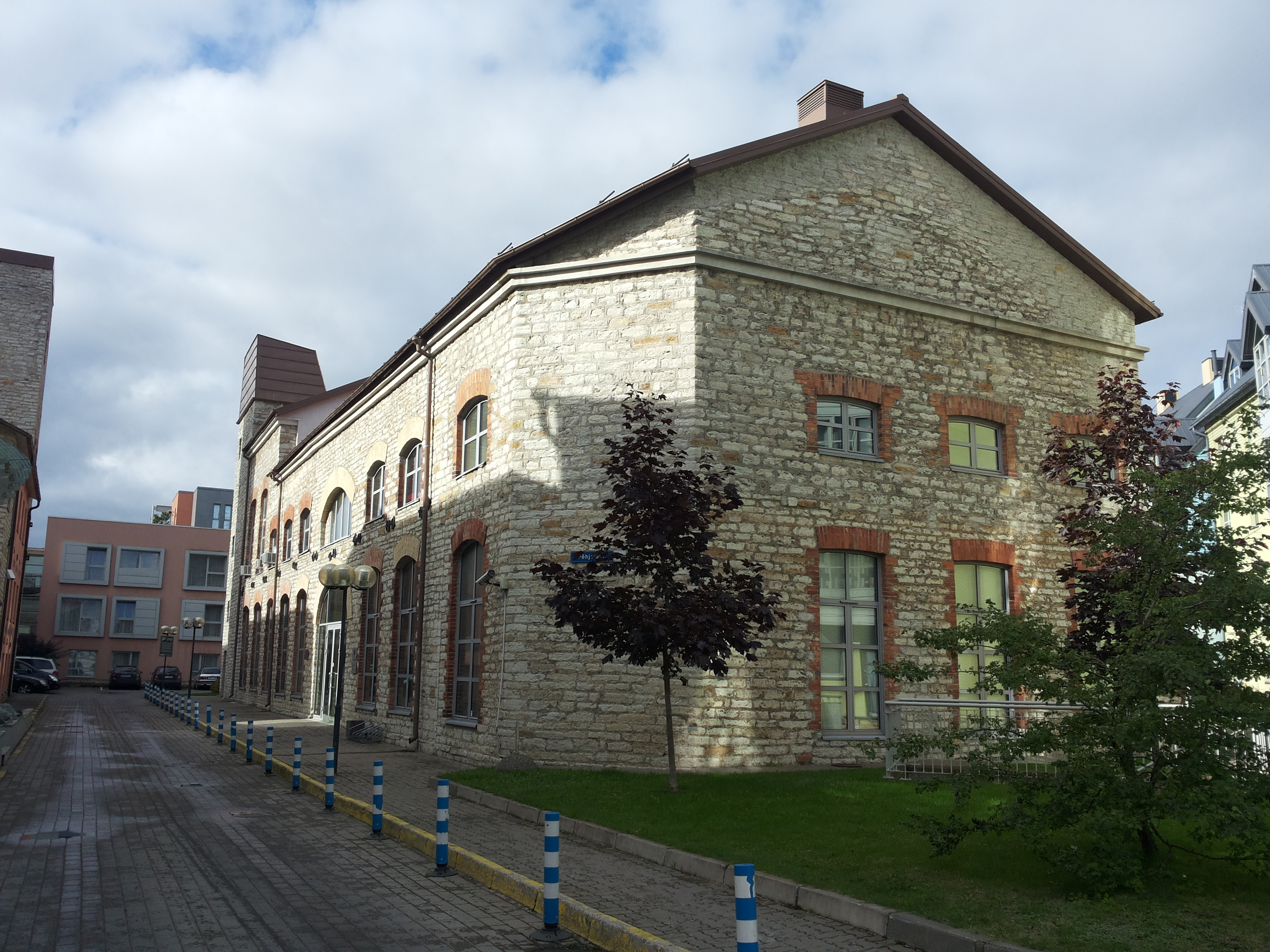

Канализационные люки, выпущенные заводом «Ильмарине»
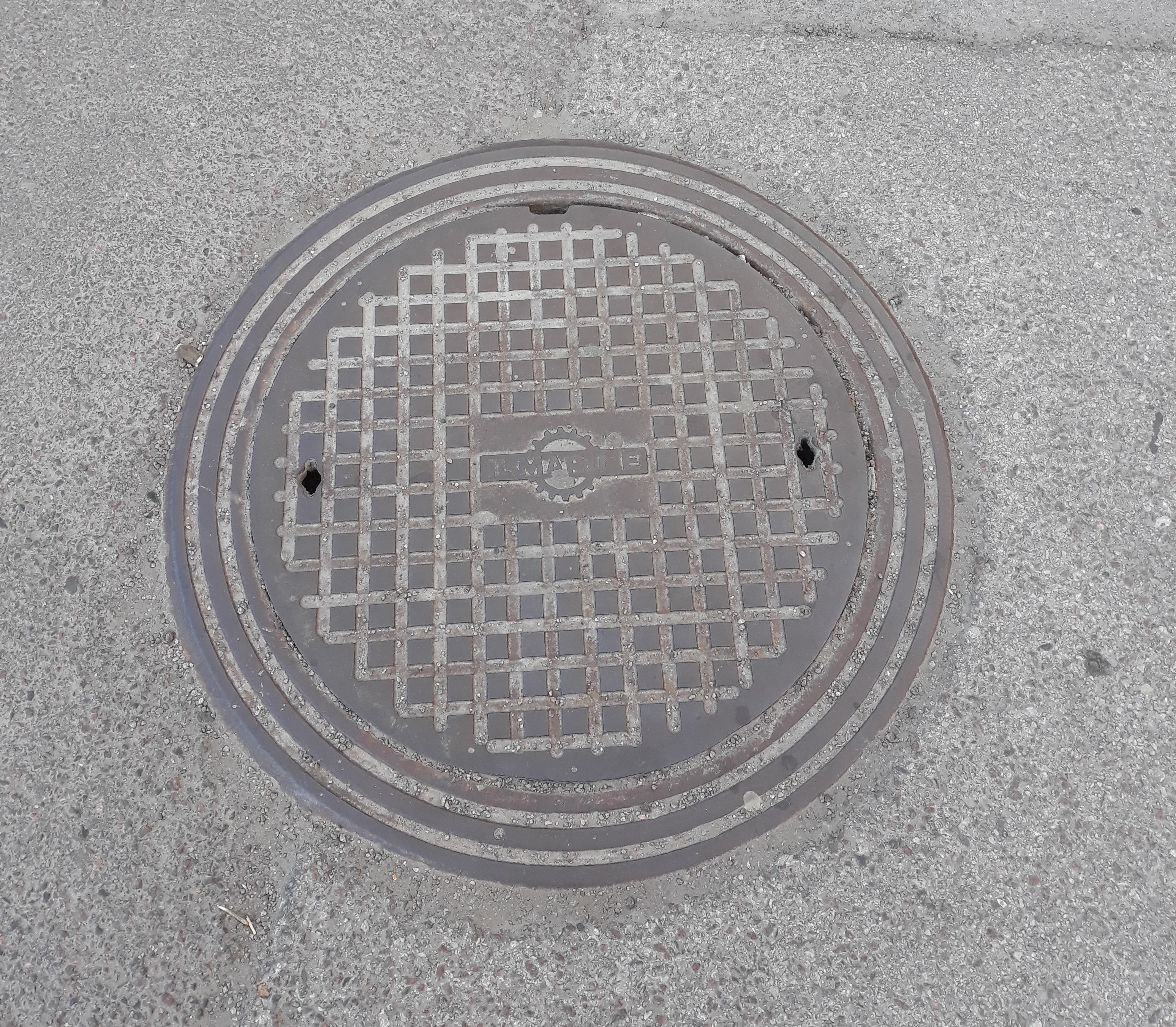
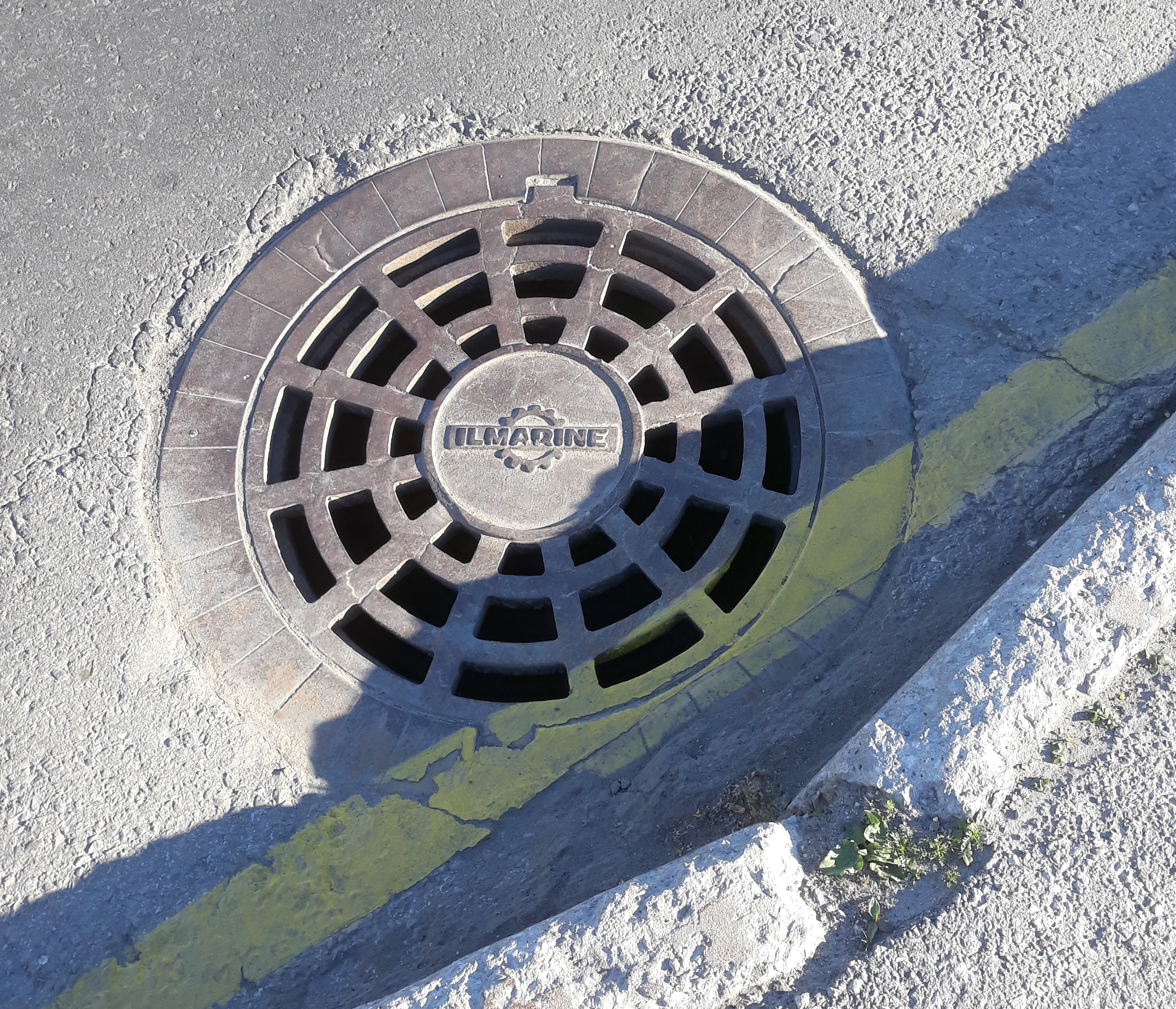
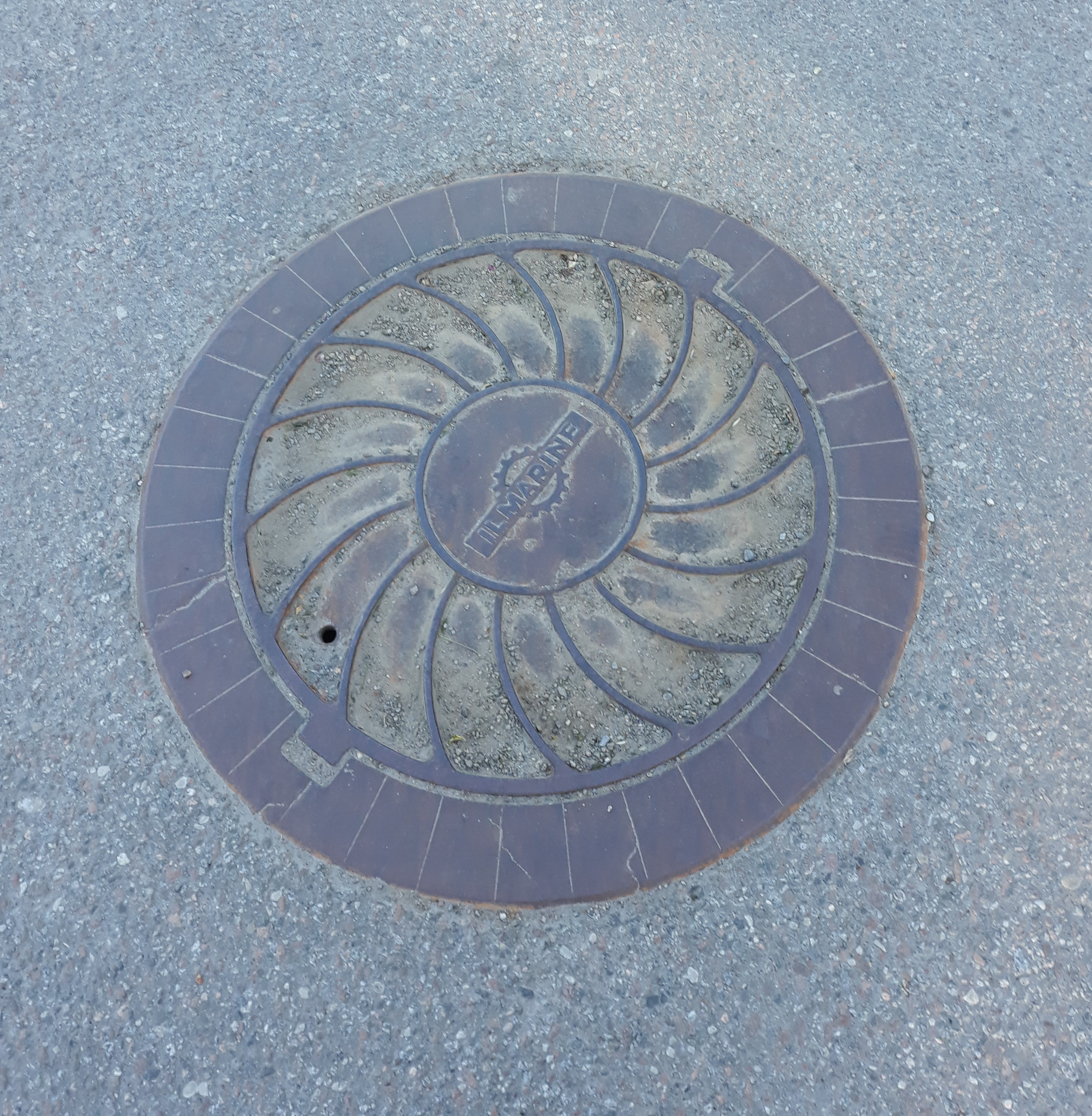